# Liam Fox
Liam Fox, född 22 september 1961 i East Kilbride i South Lanarkshire, är en brittisk konservativ politiker. Han är parlamentsledamot sedan 1992, från början invald i valkretsen Woodspring och sedan 2010 för North Somerset.
Han var skuggminister med ansvar för hälsofrågor 1999–2003, utrikesfrågor 2005 och försvarsfrågor 2005–2010. Han har också varit ordförande (ungefär motsvarande svensk partisekreterare) för det konservativa partiet 2003–2005.
Han var försvarsminister i Regeringen Cameron 2010-2011. Fox avgick den 14 oktober 2011 efter att ha låtit en nära vän, affärsmannen Adam Werritty, delta i tjänsteresor och uppträda som Fox rådgivare - trots att han inte hade någon officiell roll i regeringen.
Fox ställde upp som partiledarkandidat när David Cameron avgick 2016, men var den förste kandidaten att elimineras i parlamentsgruppens omröstning. Segraren i partiledarvalet, Theresa May, utnämnde Fox till handelsminister i juli 2016. Han fick lämna sin post i juli 2019 i samband med regeringsombildningen då Boris Johnson tillträdde som premiärminister.